# Lübberstedt
Lübberstedt település Németországban, azon belül Alsó-Szászország tartományban. Lakosainak száma 691 fő (2023. december 31.). Lübberstedt Holste és Axstedt községekkel határos.

## Népesség
A település népességének változása:
| Lakosok száma | 742  | 739  | 742  | 724  | 706  | 691  |
|               | 2016 | 2017 | 2019 | 2021 | 2022 | 2023 |